# Fractal

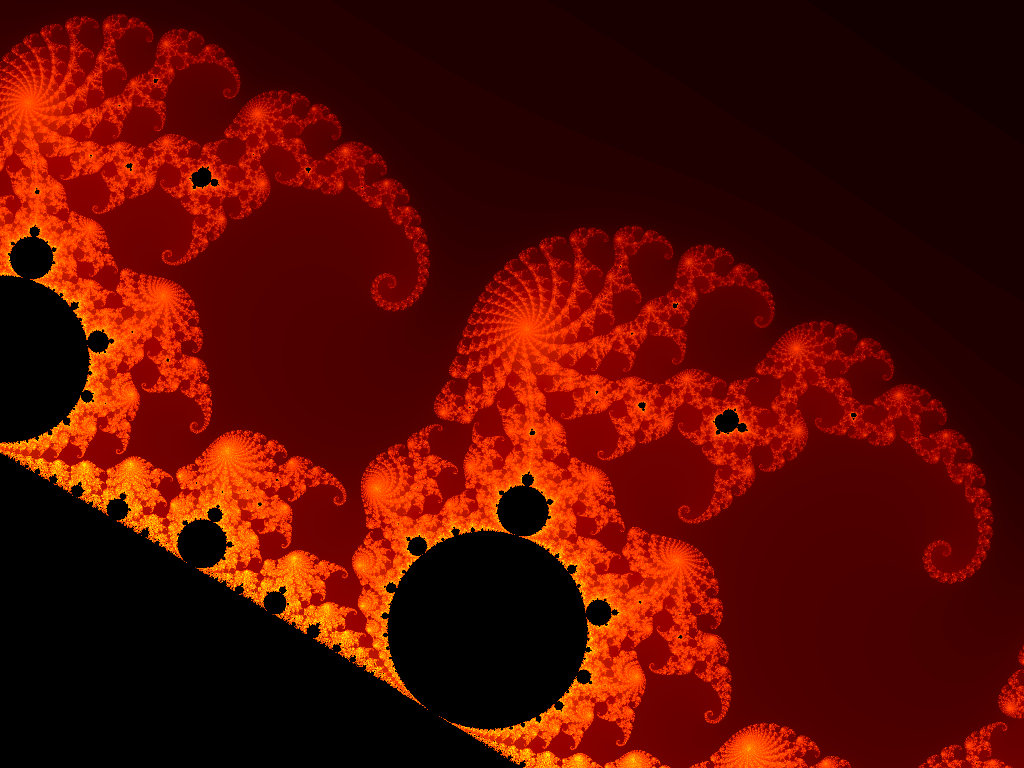
Tập hợp Mandelbrot, đặt tên theo người đã khám phá ra nó, là một ví dụ nổi tiếng về fractal

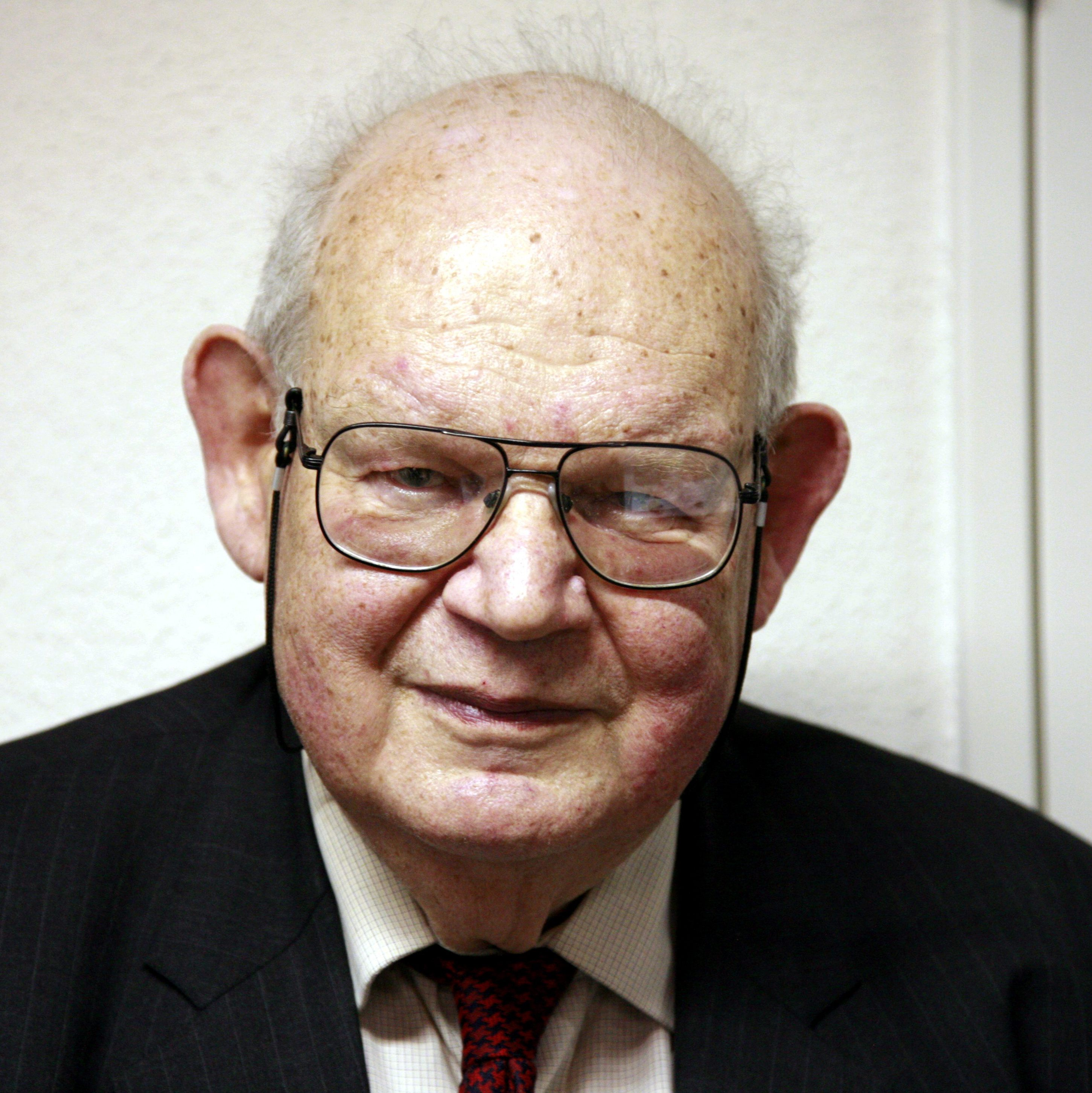
Mandelbrot năm 2007

Xây dựng một bông tuyết Koch cơ bản từ tam giác đều

Fractal, hay phân dạng là một vật thể hình học thường có hình dạng gấp khúc trên mọi tỷ lệ phóng đại, và có thể được tách ra thành từng phần: mỗi phần trông giống như hình tổng thể, nhưng ở tỷ lệ phóng đại nhỏ hơn. Như vậy fractal có vô tận các chi tiết, các chi tiết này có thể có cấu trúc tự đồng dạng ở các tỷ lệ phóng đại khác nhau. Nhiều trường hợp, có thể tạo ra fractal bằng việc lặp lại một mẫu toán học, theo phép hồi quy. Từ fractal được nói đến lần đầu vào năm 1975 bởi Benoît Mandelbrot, lấy từ tiếng Latin fractus nghĩa là "đứt gãy". Trước đó, các cấu trúc này (ví dụ bông tuyết Koch) được gọi là "đường cong quỷ".
Fractal ban đầu được nghiên cứu như một vật thể toán học. Hình học fractal là ngành toán học chuyên nghiên cứu các tính chất của fractal; những tính chất không dễ gì giải thích được bằng hình học thông thường. Ngành này có ứng dụng trong khoa học, công nghệ, và nghệ thuật tạo từ máy tính. Ý niệm cơ bản của môn này là xây dựng phép đo đạc mới về kích thước của vật thể, do các phép đo thông thường của hình học Euclid và giải tích thất bại khi mô tả các fractal.

## Định nghĩa

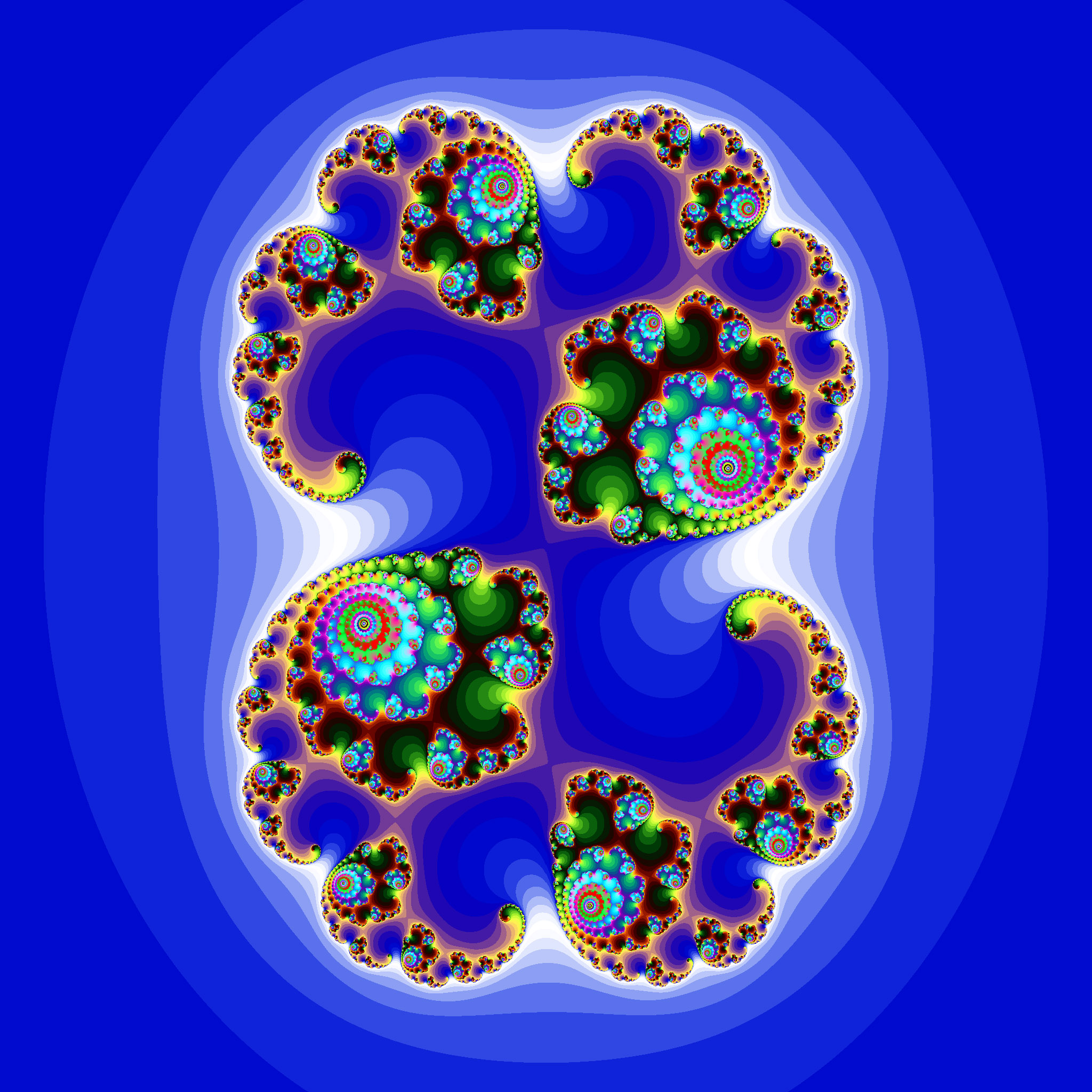

Việc định nghĩa các đặc tính của fractal, có vẻ dễ dàng với trực quan, lại cực kỳ khó với đòi hỏi chính xác và cô đọng của toán học.

Mandelbrot đã định nghĩa fractal là "một tập hợp mà trong đó số chiều Hausdorff (hay chiều Hausdorff-Besicovitch) lớn hơn chiều tô pô học". Số chiều Hausdorff là khái niệm sinh ra để đo kích thước của fractal, thường không phải là một số tự nhiên. Một hình vẽ fractal trên tờ giấy 2 chiều có thể bắt đầu có những tính chất của vật thể trong không gian 3 chiều, và có thể có chiều Hausdorff nằm giữa 2 và 3. Đối với một fractal hoàn toàn tự đồng dạng, chiều Hausdorff sẽ đúng bằng chiều Minkowski-Bouligand. 
Các vấn đề liên quan đến định nghĩa fractal gồm:
- Không có ý nghĩa chính xác của "gấp khúc".
- Không có định nghĩa duy nhất của "chiều".
- Có nhiều cách mà một vật thể có thể tự đồng dạng.
- Không phải tất cả mọi fractal đều tìm được bằng phép đệ quy.

## Lịch sử
Các nhà toán học bắt đầu nghiên cứu các hình tự đồng dạng tự thế kỷ 17, khi Gottfried Leibniz xem xét các đường gấp khúc và định nghĩa đường thằng là đường fractal chuẩn: "các đường thẳng là đường cong, bất kỳ phần nào của nó cũng tương tự với toàn bộ".
Năm 1872, nhà toán học người Đức Karl Weierstrass đưa ra mô hình về một hàm liên tục nhưng không đâu khả vi

Bông tuyết Koch

Năm 1904, nhà toán học Thụy Điển Helge von Koch trong một bài "Sur une courbe continue sans tangente, obtenue par une construction géométrique élémentaire" đã nghiên cứu các tính chất của fractal tạo thành bắt đầu từ các đa giác đơn lồi phẳng, mà cụ thể là tam giác, có hình dạng na ná rìa của các bông tuyết và được gọi là bông tuyết Koch (Koch snowflake)

## Tập hợp Mandelbrot

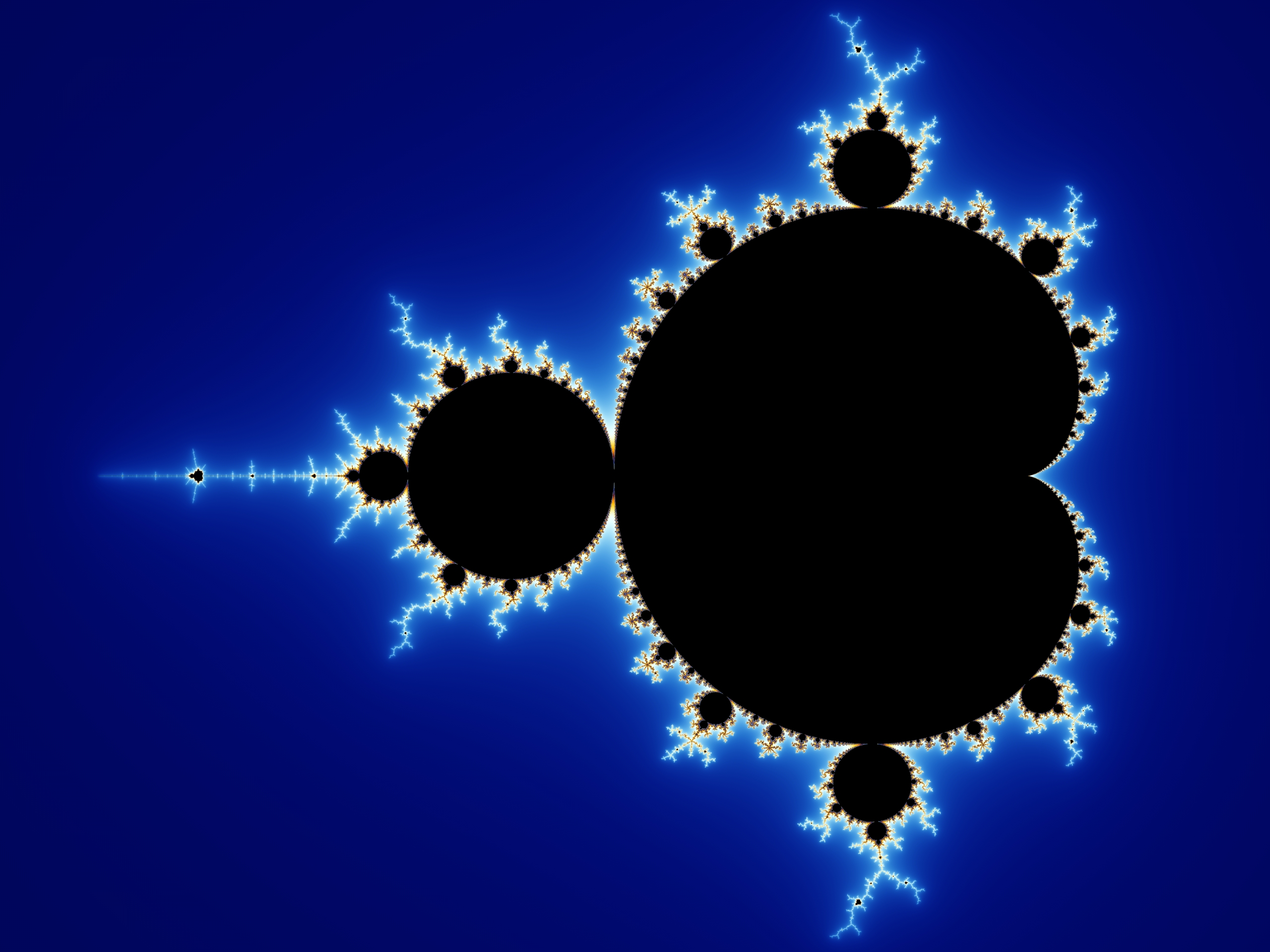
Hình ảnh đầu tiên của tập Mandelbrot (trên mặt phẳng phức) trong dãy phóng đại với môi trường được tô màu liên tục (các điểm màu đen thuộc về tập này).

Tập Mandelbrot là một tập hợp các điểm nằm trong mặt phẳng phức, với biên của nó có dạng fractal. Tập Mandelbrot là tập các giá trị của số phức c với quỹ đạo bắt đầu từ 0 dưới phép lặp của đa thức bậc hai hệ số phức zn+1 = zn2 + c vẫn bị chặn (đóng trong biên). Có nghĩa là, một số phức c thuộc về tập Mandelbrot, khi bắt đầu với z0 = 0 và áp dụng phép lặp lại, thì giá trị tuyệt đối của zn không bao giờ vượt quá một số xác định (số này phụ thuộc vào c) cho dù n lớn như thế nào. Tập Mandelbrot được đặt tên theo nhà toán học Benoît Mandelbrot, người đầu tiên đã nghiên cứu và phát triển nó.
Ví dụ, lấy c = 1 thì khi áp dụng chuỗi lặp ta thu được dãy số 0, 1, 2, 5, 26,…, và dãy này tiến tới vô cùng. Hay dãy này không bị chặn, và do vậy 1 không phải là phần tử của tập Mandelbrot.
Ví dụ khác, lấy c = i (trong đó i được định nghĩa là i2 = −1) sẽ cho dãy 0, i, (−1 + i), −i, (−1 + i), −i,..., và dãy này bị chặn nên i thuộc về tập Mandelbrot.
Khi tính toán và vẽ trên mặt phẳng phức, tập Mandelbrot có hình dạng ở biên giống như một fractal, nó có tính chất tự đồng dạng khi phóng đại tại bất kì vị trí nào trên biên của tập hợp.
Tập Mandelbrot đã trở thành phổ biến ở cả bên ngoài toán học, từ vẻ đẹp thẩm mỹ cho tới cấu trúc phức tạp được xuất phát từ định nghĩa đơn giản, và nó cũng là một trong những ví dụ nổi tiếng của đồ họa toán học. Nhiều nhà toán học, bao gồm Mandelbrot, đã phổ biến lĩnh vực toán học này ra công chúng. Đây là một trong những tập hợp fractal nổi tiếng nhất.

## Ví dụ

### Fractal tạo từ hình toán học

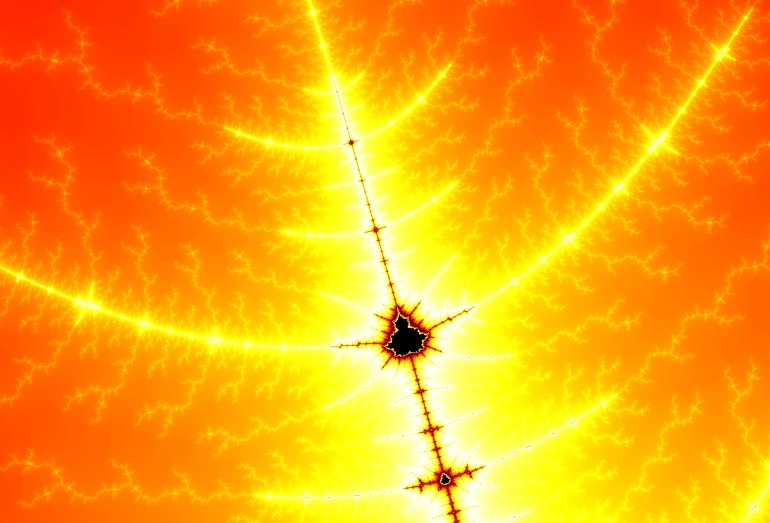
Một fractal Mandelbrot zn+1 = zn2 + c
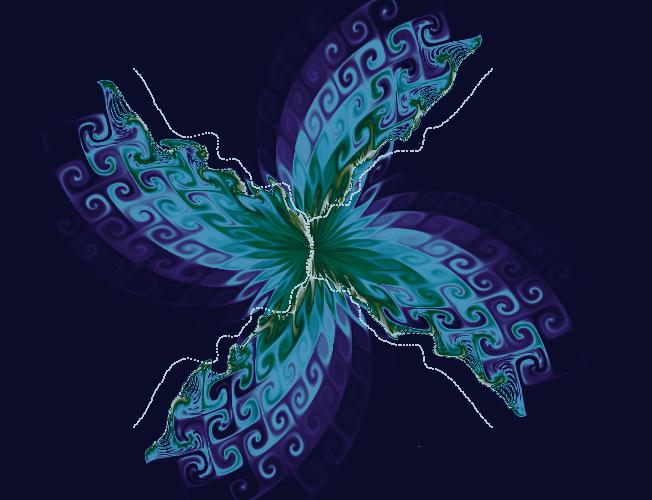
Fractal trông giống bông hoa
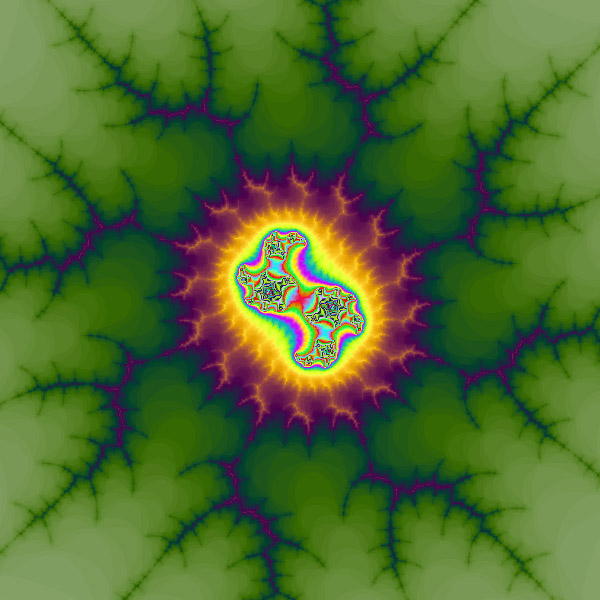
Một fractal của tập hợp Julia
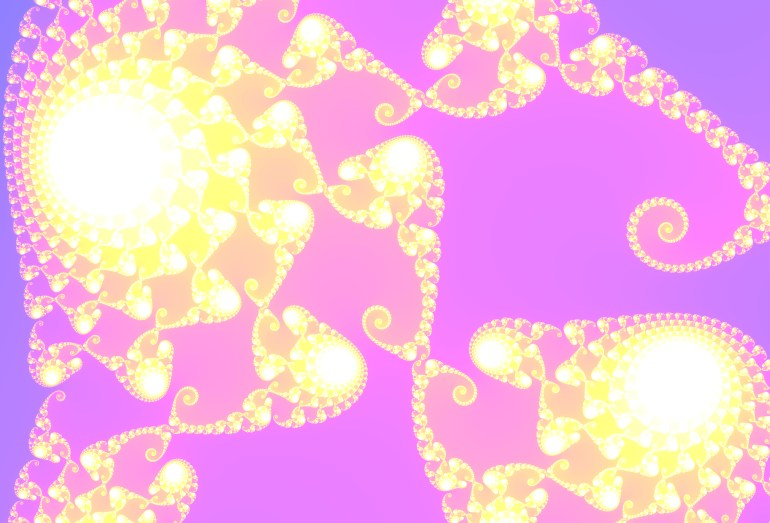
Một fractal Mandelbrot khác

### Vật thể tự nhiên có cấu trúc fractal

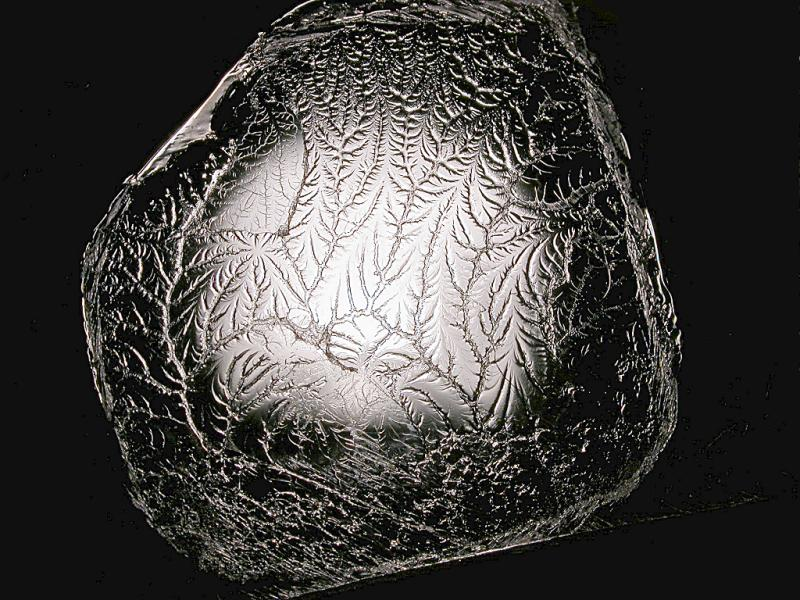
Kéo hai tấm nhựa trong suốt có dính keo ra khỏi nhau, ta có được một cấu trúc fractal.
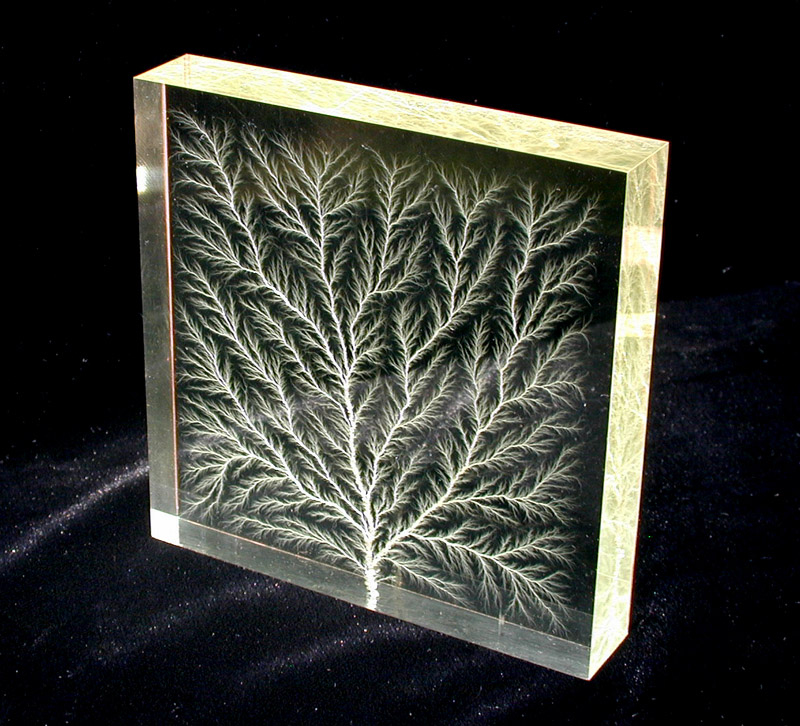
Phóng điện cao thế trong một khối nhựa trong suốt, ta thu được hình Lichtenberg có cấu trúc fractal.
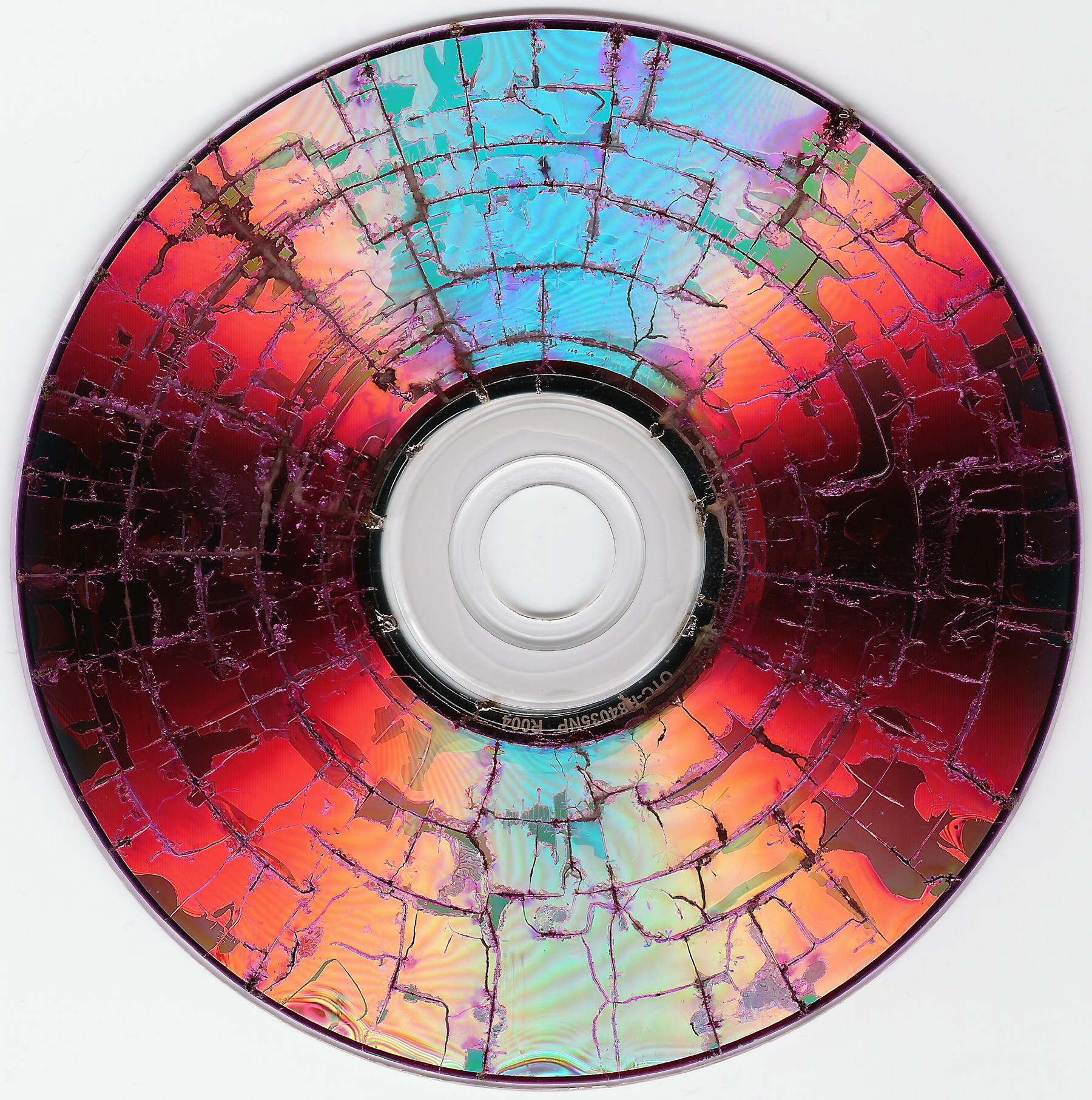
Các vết nứt có cấu trúc fractal trên bề mặt đĩa DVD, sau khi đưa đĩa này vào lò vi sóng
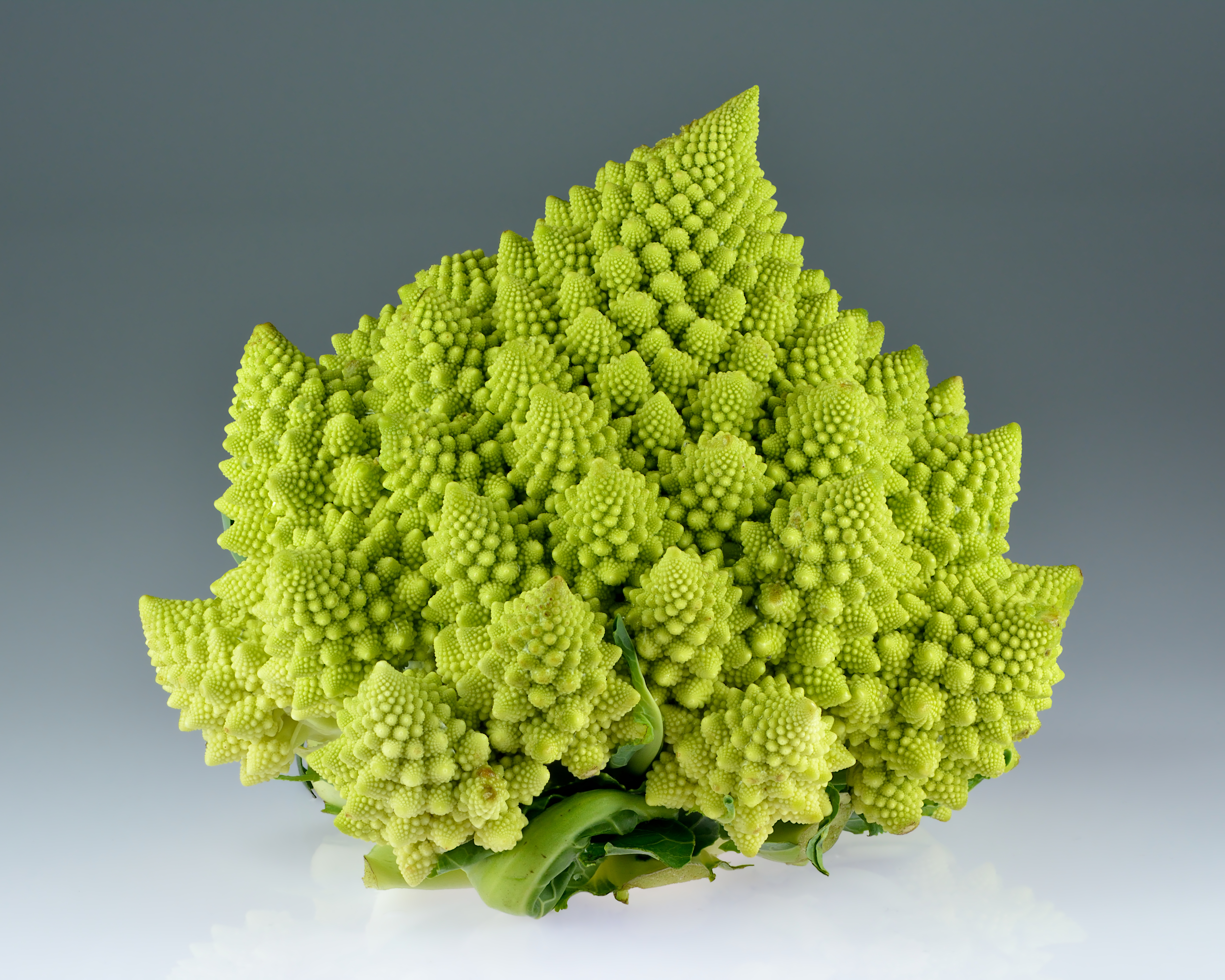
Súp lơ xanh Romanesco có những cấu trúc fractal tự nhiên

## Ứng dụng
Hình học Fractal có nhiều ứng dụng trong cuộc sống và mở ra nhiều hướng nghiên cứu mới trong nhiều lĩnh vực như sinh học, y học, thiên văn, kinh tế, công nghệ thông tin...

### Khoa học máy tính
Hình học Fractal có thể giúp thiết kế các hình ảnh đẹp trên máy tính một cách đơn giản và trực quan. Đây là một trong những lĩnh vực được nhiều người quan tâm, nhất là đối với những người yêu mến nghệ thuật. Cơ sở hình học Fractal cũng đã được ứng dụng trong công nghệ nén ảnh một cách hiệu quả thông qua các hệ hàm lặp (IFS), đây là một trong những lĩnh vực được các chuyên gia về khoa học máy tính đặc biệt quan tâm.
Phương pháp nén fractal là một phương pháp nén dữ liệu có mất mát thông tin cho ảnh số dựa trên fractal. Phương pháp này thích hợp nhất cho các ảnh tự nhiên dựa vào tính chất các phần của một bức ảnh thường giống với các phần khác của chính bức ảnh đó. Thuật toán fractal chuyển các phần này thành dữ liệu toán học được gọi là "mã fractal" và mã này được dùng để tái tạo lại bức ảnh đã được mã hóa. Đại diện của ảnh fractal được mô tả một cách toán học như là hệ thống các hàm lặp (IFS).
Như đã biết, với một ánh xạ co trên một không gian metric đầy đủ, luôn tồn tại một điểm bất động. Mở rộng kết quả này cho một họ các ánh xạ co, người ta chứng minh được với một họ ánh xạ như vậy luôn tồn tại một điểm bất động. Để ý rằng với một ánh xạ co, ta luôn tìm được điểm bất động của nó bằng cách lấy một giá trị khởi đầu rồi lặp lại nhiều lần ánh xạ đó trên các kết quả thu được của mỗi lần lặp. Số lần lặp càng nhiều thì giá trị tìm được càng xấp xỉ chính xác giá trị của điểm bất động. Do đó nếu ta coi ảnh cần nén là "điểm bất động" của một họ các ánh xạ co thì mỗi ảnh ta chỉ cần lưu thông tin về họ ánh xạ thích hợp, điều này sẽ làm giảm đi rất nhiều dung lượng cần có để lưu trữ thông tin ảnh.

### Y học và sinh học
Các nhà khoa học đã tìm ra các mối quan hệ giữa fractal với hình thù của tế bào, quá trình trao đổi chất của cơ thể người, AND, nhịp tim, … Trước đây, các nhà sinh học quan niệm lượng chất trao đổi phụ thuộc vào khối lượng cơ thể người, nghĩa là nó tỉ lệ bậc 3 khi xem xét con người là một đối tượng 3 chiều. Nhưng với góc nhìn từ hình học fractal, người ta cho rằng sẽ chính xác hơn nếu xem con người là một mặt fractal với số chiều xấp xỉ 2.5, như vậy tỉ lệ đó không nguyên nữa mà là một số hữu tỷ. Việc chẩn đoán bệnh áp dụng hình học fractal đã có những tiến bộ rõ rệt. Bằng cách quan sát hình dạng của các tế bào theo quan điểm fractal, người ta đã tìm ra các bệnh lý của con người, tuy nhiên những lĩnh vực này vẫn còn mới mẻ, cần phải được tiếp tục nghiên cứu.

### Hóa học
Hình học Fractal được sử dụng trong việc khảo sát các hợp chất cao phân tử. Tính đa dạng về cấu trúc polymer thể hiện sự phong phú về các đặc tính của hợp chất cao phân tử chính là các fractal. Hình dạng vô định hình, đường bẻ gãy, chuỗi, sự tiếp xúc của bề mặt polyme với không khí… đều có liên quan đến các fractal. Sự chuyển động của các phân tử, nguyên tử trong hợp chất, dung dịch, các quá trình tương tác gần giữa các chất với nhau,… đều có thể xem như một hệ động lực hỗn độn (chaos).

### Vật lý
Trong vật lý, khi nghiên cứu các hệ cơ học có năng lượng tiêu hao (chẳng hạn như có lực ma sát) người ta cũng nhận thấy trạng thái của các hệ đó khó xác định trước được và hình ảnh hình học của chúng là các đối tượng fractal.

### Thiên văn học
Các nhà khoa học đã tiến hành xem xét lại các quỹ đạo của các hành tinh trong hệ mặt trời cung như trong các hệ thiên hà khác. Một số kết quả cho thấy không phải các hành tinh này quay theo một quỹ đạo Ellipse như trong hình học Euclide mà nó chuyển động theo các đường fractal. Quỹ đạo của nó được mô phỏng bằng những quỹ đạo trong các tập hút "lạ".

### Kinh tế
Mô tả sự biến động của giá cả trên thị trường chứng khoán bằng các đồ hình fractal sẽ cho phép chúng ta theo dõi sự biến động của giá cả. Trên cơ sở đó dự báo giá cả trên thị trường dựa theo các luật của hình học fractal.